# جلال الدين هومائي
جلال الدين هومائي/هُمائي المتخلص بـ«سَنا» (بالفارسية: جلال‌الدین همائی) (12 يناير 1900 - 29 يوليو 1980) مؤلف وأديب وأكاديمي إيراني.

## سيرته
ولد جلال الدين بن محمد نصير بن محمد علي في يوم 1 رمضان 1317/ 12 يناير 1900 في أصفهان في عائلة عريقة ونشأ وتعلم بين الأدب والدين. كان جده محمدعلي يعرف باسم هُما/هوما وهو من شعراء الصوفيين الإيرانيين في القرن الثالث عشر هجري. تعلم جلال الدين بدايات علی والديه ثم عمه. واصل تعليمه بالعربية والرياضيات في مدارس «حقايق» (1908) و«قدسية» في محلة درب الإمام. ثم درس الفقه والعلوم الإسلامية لعشرين عاماً (1910 - 1930) وتتلمذ على عدد من علماء الأصفهان وحصل إجازة. ثم رحل إلی طهران وتصدر لتدريس الفقه والأصول في كلية الحقوق من جامعة طهران لمدة 12 عاما. بعد تأسيس جامعة طهران في 1934، درس جلال الدين هومائي في كليات الحقوق والآداب وأصبح عضوا في الأكاديمية الإيرانية للعلوم. كما درس في جامعات بيروت ولاهور. مال إلی الشعر وتخلص بـ«سنا». وقد نشرت ابنته أكثر من 15 الف من أبياته فيما بعد. تقاعد في 1967 وتوفي يوم 6 رمضان 1400/ 29 يوليو 1980 في طهران ودفن في تكية لسان الأرض بأصفهان.

## مؤلفاته
- تاريخ إيران الأدبي: 1929-30.
- غزالي نامه
- مولوی نامه
- تحقيق نصيحة الملوك للغزالي
- تحقيق ولد نامه
- تحقيق التفهیم للبيروني
- تحقيق مصباح الهداية ومفتاح الكفاية للكاشاني
- ديوان أشعاره